# DC Universe (franchise)

Logo dei DC Studios, in uso dal 2024

Il DC Universe (DCU) è un media franchise e universo condiviso statunitense incentrato sui personaggi di DC Comics. Creato da James Gunn e Peter Safran, co-presidenti e co-CEO dei DC Studios, il franchise funge da reboot del DC Extended Universe (DCEU), il precedente franchise con protagonisti i personaggi di DC Comics; pur trattandosi di un reboot, il DCU mantiene alcuni attori del DCEU, mentre al contempo ne sostituisce altri. A differenza dei precedenti adattamenti DC Comics, il nuovo DCU presenta una continuity condivisa che coinvolge videogiochi, prodotti d'animazione, serie televisive e film live-action. Tutti i prodotti che non rientrano in questa continuità vengono pubblicati sotto l'etichetta "DC Elseworlds".
A seguito della fusione di Discovery, Inc. e WarnerMedia in Warner Bros. Discovery (WBD), il direttore artistico David Zaslav annunciò di avere un piano per revitalizzare il brand DC a causa del fallimento commerciale e di critica di alcuni film del DCEU. Gunn e Safran vennero assunti per guidare i neonati DC Studios nel novembre 2022 dopo aver lavorato a diversi prodotti del DCEU, tra cui il film The Suicide Squad - Missione suicida (2021) e la sua serie spin-off, Peacemaker (2022–in corso). I due hanno trascorso diversi mesi con un gruppo di sceneggiatori per sviluppare la macrotrama del nuovo universo DC, che avrebbe presentato personaggi popolari quanto secondari delle pubblicazioni DC Comics. Alcuni progetti del DCEU in sviluppo sono stati abbandonati, mentre altri (tra cui Peacemaker) proseguiranno all'interno del nuovo franchise. Gunn e Safran hanno voluto concentrarsi sul creare una narrativa coerente, piuttosto che costringere i creatori a completare i loro progetti entro specifiche date di distribuzione.
La storia del DCU è divisa in capitoli, a partire da "Dei e Mostri", il quale ha avuto inizio nel 2024 con la serie animata Creature Commandos (2024-in corso), tuttavia Gunn e Safran considerano il primo film del capitolo, Superman (2025), come il vero inizio del DCU.

## Contesto

### DC Extended Universe
Alla fine del 2012, Warner Bros. Pictures era considerata «in ritardo» rispetto alla rivale Marvel Studios e al loro universo condiviso di supereroi, il Marvel Cinematic Universe (MCU). Warner Bros. iniziò quindi lo sviluppo di L'uomo d'acciaio (2013), basato sul personaggio di Superman di DC Comics, per avviare il proprio universo condiviso, divenuto noto come "DC Extended Universe" (DCEU). Nell'ottobre del 2014, vennero annunciati una serie di film che avrebbero fatto parte del neonato DCEU. Il regista di L'uomo d'acciaio, Zack Snyder, fu confermato per Batman v Superman: Dawn of Justice (2016) e Justice League (2017), e furono annunciati film spin-off sui membri della Justice League e su altri personaggi DC.
«La storia della DC è abbastanza confusa. C'è l'Arrowverse. C'è il DCEU che poi si è diviso e diventato a un certo punto il Justice League di Joss Whedon e poi lo Snyder-verse in un altro momento. C'era Superman & Lois, c'è il Reeves-verse... noi siamo arrivati e abbiamo fatto [The Suicide Squad] e questo è diventato Peacemaker e all'improvviso Bat-Mito è una persona reale... Nessuno si prendeva cura della proprietà intellettuale, la davano via come regali a chiunque sorridesse loro.»

— James Gunn, il co-AD dei DC Studios, sullo stato degli adattamenti cinematografici e televisivi DC Comics prima del DC Universe
Batman v Superman non soddisfece le aspettative di incasso di Warner Bros. e ricevette un'accoglienza negativa da parte del pubblico e della critica per il suo tono cupo. Warner Bros. sentì di non poter più concedere a Snyder la stessa libertà creativa che aveva avuto per L'uomo d'acciaio e Batman v Superman, decidendo di riorganizzare i futuri progetti DC sotto la nuova divisione DC Films. Jon Berg, dirigente di Warner Bros., e il fumettista Geoff Johns riceverono l'incarico di gestire DC Films e decisero che Justice League sarebbe stato un film più ottimista e speranzoso. Lo studio non fu però soddisfatto dei loro sforzi e assunse Joss Whedon per la scrittura di alcune riprese aggiuntive al film. Snyder abbandonò la regia del film dopo la morte della figlia nel marzo 2017, e Whedon completò il film con significative modifiche. Justice League fu un'altra delusione a livello di critica e di incassi per Warner Bros. e lo studio ripensò nuovamente il suo approccio ai prodotti DC alla fine del 2017. Berg e Johns lasciarono DC Films, e un film spin-off su Batman diventò The Batman (2022) del regista Matt Reeves, un film separato dal DCEU.
In contrapposizione al precedente piano di Warner Bros. in cui i prodotti erano tra loro interconnessi, l'azienda pensò ai futuri film del DCEU come prodotti maggiormente autonomi. Nel gennaio 2018, Walter Hamada venne nominato presidente di DC Films e nell'ottobre dello stesso anno James Gunn venne assunto per scrivere e dirigere The Suicide Squad - Missione suicida (2021), un sequel standalone del precedente Suicide Squad (2016), film del DCEU il cui sequel mantiene alcuni membri del cast raccontando però una storia indipendente. Gunn lavorò con il produttore Peter Safran, che produsse anche i film del DCEU Aquaman (2018) e Shazam! (2019). Nel maggio 2020, Warner Bros. e Snyder annunciarono la distribuzione su HBO Max di Zack Snyder's Justice League (2021), una nuova versione del precedente Justice League rappresentante la visione originale del regista. Alla fine del 2020, Hamada stava pensando di mettere in cantiere delle serie televisive spin-off del DCEU per HBO Max, tra cui Peacemaker (2022–presente) di Gunn, spin-off di The Suicide Squad. In quel momento, c'erano circa altre venticinque serie live-action e animate basate sui personaggi DC, oltre ai vari progetti cinematografici. Hamada pensava di connettere tutti questi prodotti utilizzando il multiverso, che ha visto la sua introduzione in The Flash (2023).

### Warner Bros. Discovery
Nell'aprile 2022, Discovery Inc. e la casa madre di Warner Bros., WarnerMedia, si sono fuse per formare Warner Bros. Discovery (WBD), guidata dal presidente e CEO David Zaslav. Ci si aspettava che la nuova azienda ristrutturasse DC Entertainment in modo da allineare le divisioni cinematografiche, televisive e videoludiche dell'azienda. Prima ancora che la fusione venisse completata, Zaslav ha iniziato a incontrare alcuni candidati per la guida di DC, tra cui la produttrice cinematografica Emma Watts, con la speranza di trovare un equivalente del presidente dei Marvel Studios Kevin Feige. Nonostante alcuni successi recenti con i film e le serie DC, Zaslav e WBD sentivano che DC mancava di una «coerente strategia creativa e marcata» e che non stesse sfruttando al meglio personaggi chiave come Superman. Hamada era ancora sotto contratto fino al 2023, e i suoi sostenitori sentivano che Zaslav non gli stesse dando abbastanza credito per i suoi successi e piani sui progetti DC. A giugno, Zaslav annunciò che DC Films sarebbe stata separata da Warner Bros. all'interno della struttura di WBD, ma che sarebbe stata supervisionata dai presidenti del cinema di Warner Bros., Michael De Luca e Pamela Abdy, fino a quando non fosse stato nominato un nuovo responsabile di DC.
All'inizio di agosto, WBD decise di non distribuire il film del DCEU Batgirl su HBO Max o al cinema, dopo aver detto che «semplicemente non funzionava» e che andava contro il desiderio di Zaslav di realizzare dei film DC che fossero dei «grandi eventi al cinema». Poco dopo, Zaslav ha detto di volere un nuovo piano decennale per i film DC, e ha chiesto l'aiuto di Alan F. Horn, dirigente Disney, per trovare un nuovo leader per la DC. Hamada sarebbe rimasto contrariato per la cancellazione di Batgirl e avrebbe cercato di lasciare DC Films, ma sarebbe stato convinto da De Luca e Abdy a rimanere fino all'uscita di Black Adam nell'ottobre 2022. In quel periodo, Henry Cavill ha ripreso il suo ruolo di Superman da L'uomo d'acciaio per una breve apparizione in Black Adam. Hamada non voleva questo cameo nel film, ma è stato comunque approvato da De Luca e Abdy dopo essere stati contattati direttamente da Dwayne Johnson, star di Black Adam. Johnson ha iniziato a promuovere l'idea di un film che avrebbe visto lo scontro tra Black Adam e Superman, con Cavill come co-protagonista, e Warner Bros. ha iniziato a lavorare ad un sequel de L'uomo d'acciaio con Cavill protagonista. Alla fine di agosto, il produttore Dan Lin è emerso come possibile candidato per prendere il controllo di DC, ma ha abbandonato le trattative poche settimane dopo. Anche Todd Phillips, regista del film DC autonomo Joker (2019), è stato considerato per il ruolo ma ha preferito concentrarsi sulla regia del sequel Joker: Folie à Deux (2024).

## Sviluppo

### DC Studios e primi passi
James Gunn e Peter Safran furono annunciati come co-presidenti e co-CEO degli appena fondati DC Studios alla fine dell'ottobre 2022 e presero il posto di Hamada il 1º novembre. La scelta di far diventare un regista di alto profilo come Gunn un dirigente di alto livello in uno studio cinematografico fu vista come una decisione scioccante e senza precedenti. Stando alle indiscrezioni, Gunn e Safran avevano firmato un contratto dalla durata di quattro anni, durante i quali Gunn si sarebbe concentrato sul lato creativo, mentre Safran su quello commerciale e produttivo. Nonostante il loro ruolo all'interno dello studio, sia Gunn sia Safran avrebbero continuato rispettivamente a dirigere e produrre progetti, sebbene quelli esterni ai DC Studios sarebbero stati comunque progetti di WBD e di nessun'altra azienda. Inoltre, i due avrebbero riferito direttamente a Zaslav e nel frattempo lavorato a stretto contatto con De Luca e Abdy. Una settimana dopo il loro ingaggio, i due dissero di aver iniziato a lavorare con un gruppo di sceneggiatori per sviluppare un piano di otto-dieci anni per il nuovo DC Universe (DCU). Zaslav ha detto che avevano iniziato a lavorare su una "bible" per i futuri progetti DC che sarebbe stata finita presto. Sempre stando a Zaslav, il nuovo piano avrebbe emulato il modello Marvel di avere un approccio unificato a ciascun personaggio, evidenziando in modo specifico nuovi approcci a Batman e Superman. A metà novembre, Gunn aveva già iniziato a scrivere la sceneggiatura per un nuovo film DC mentre Safran stava «sistemando» l'allora in uscita Aquaman e il regno perduto (2023).
All'inizio di dicembre, Gunn e Safran stavano ultimando i loro piani in vista di un incontro con Zaslav. Poco dopo, emerse che Patty Jenkins non sarebbe più stata coinvolta nello sviluppo del sequel dei suoi film del DCEU, Wonder Woman (2017) e Wonder Woman 1984 (2020), dopo essere stata informata da Gunn e Safran che tale film non si inseriva nei loro nuovi piani. In quel periodo circolavano voci su diversi piani, tra cui uno secondo cui il DCU sarebbe stato un reboot completo del DCEU che non avrebbe ripescato gli attori scelti da Snyder, che i film del franchise The Batman di Matt Reeves sarebbero stati integrati con il DCU e che l'attore di Aquaman, Jason Momoa, avrebbe interpretato Lobo. Queste voci suscitarono preoccupazioni nell'industria e tra i fan della DC riguardo alla direzione che il franchise stava prendendo; Gunn pubblicò quindi una dichiarazione in cui affermava che stavano «entrando in un ambiente conflittuale» e che ci sarebbe stato un «periodo di transizione inevitabile mentre ci muovevamo verso la narrazione di una storia coesa attraverso film, TV, animazione e gaming». Una settimana dopo, Gunn ha annunciato di avere una serie di progetti «pronti» e che sarebbero stati forniti maggiori dettagli nel 2023, rivelando però che stava scrivendo un nuovo film su Superman che non avrebbe visto la partecipazione di Cavill. Ben Affleck ha inoltre confermato di non riprendere il suo ruolo di Batman dai film del DCEU. Gunn e Safran hanno discusso con Cavill e Affleck sulla possibilità di partecipare al DCU rispettivamente per interpretare un nuovo personaggio e dirigere un progetto, ma in seguito Affleck ha dichiarato di non essere interessato a dirigere un progetto del DCU.

### "Capitolo Uno: Dei e Mostri"
Nel gennaio 2023, le indiscrezioni parlavano del DCU come un «ampio ma non totale reset» del DCEU. Il 31 gennaio, Gunn e Safran hanno presentato i primi progetti della loro lista del DCU, rivelando di aver assunto un gruppo di sceneggiatori che avrebbe lavorato con loro sulla storia del nuovo universo, composto da Drew Goddard, Jeremy Slater, la sceneggiatrice di The Flash Christina Hodson, Christal Henry e lo sceneggiatore di fumetti Tom King. Il gruppo aveva pianificato un piano di otto-dieci anni in cui la storia sarebbe stata suddivisa in due "capitoli", con la possibilità di introdurne successivamente degli altri. Quel giorno fu annunciato il primo capitolo, intitolato "Dei e Mostri" (Gods and Monsters), i cui primi cinque film erano Superman: Legacy (rinominato più tardi come Superman), The Authority, The Brave and the Bold, Supergirl: Woman of Tomorrow (rinominato più tardi come Supergirl) e Swamp Thing, mentre le prime cinque serie televisive annunciate erano Creature Commandos, Waller, Lanterns, Paradise Lost e Booster Gold. Gunn ha detto che questa serie di film combinava i «personaggi di punta» della DC, come Batman, Superman e Wonder Woman, con personaggi meno conosciuti che speravano diventassero altrettanto popolari. Qualsiasi progetto DC che non si inserisse nell'universo condiviso sarebbe stato etichettato come "DC Elseworlds". Gli sceneggiatori si sono ispirati al franchise di Guerre stellari, che ha «tempi diversi, luoghi diversi e cose diverse», e alla serie Il Trono di Spade (2011–2019) e ai suoi personaggi moralmente complessi.
Gunn ha detto che The Flash avrebbe «riavviato» la continuity del DCEU, rendendo il DCU un "soft reboot" che mantiene alcuni elementi narrativi e attori del DCEU mentre ne sostituisce altri. Gunn e Safran selezionarono gli elementi che sarebbero sopravvissuti nel nuovo universo in base agli attori. I due si aspettavano che i personaggi vengano interpretati dagli stessi attori in tutti i media, animazione inclusa. Dissero che Viola Davis (Amanda Waller) e John Cena (Peacemaker) avrebbero ripreso i loro ruoli da The Suicide Squad e Peacemaker nel DCU, e che sarebbe rimasto un «ricordo approssimativo» di quei progetti. Fu inoltre detto che c'erano possibilità del ritorno ai loro ruoli di Momoa, Gal Gadot (Wonder Woman), Ezra Miller (Flash) e Zachary Levi (Shazam), ma che una decisione a riguardo non fosse stata presa. Nessun attore nel DCU avrebbe interpretato più personaggi. Inoltre, Gunn ha detto che l'allora in uscita film del DCEU Blue Beetle (2023) sarebbe stato «sconnesso» dai precedenti prodotti del DCEU e che avrebbe potuto collegarsi al DCU, affermazione ripetuta dal regista del film Ángel Manuel Soto che ha detto che sarebbe stato parte dei futuri piani del DCU. Gunn e Safran chiarirono presto che il Jaime Reyes / Blue Beetle di Xolo Maridueña sarebbe tornato nel DCU, ma che il film sarebbe rimasto a sé stante. Nel luglio 2023, a seguito del fallimento commerciale del film del DCEU Shazam! Furia degli dei, Levi espresse dubbi riguardo un suo ritorno nel DCU. Il mese successivo, Gadot ha detto che avrebbe sviluppato un nuovo film di Wonder Woman con Gunn e Safran, ma fu presto riportato che non sarebbe stato così. Nessuna decisione era stata presa riguardo un ritorno di Gadot nel suo ruolo nel DCU. Variety ha riportato nell'ottobre 2023 che nessuno del cast di Justice League avrebbe ripreso il proprio ruolo nel DCU.
Safran ha detto che sarebbero stati flessibili riguardo l'ordine di uscita dei singoli progetti, sebbene alcuni progetti chiave per la trama generale sarebbeo dovuti essere distribuiti in un ordine specifico, aggiungendo che l'obiettivo era quello di pubblicare due film e due serie all'anno. Gunn credeva che tenere gli studi «sotto scadenze» fosse un problema diffuso nel settore, e voleva concentrarsi nel fare le giuste sceneggiature per ogni progetto prima di metterli in produzione. Stando a Gunn, ciò successe con The Suicide Squad e perciò il film non richiese riprese aggiuntive, a differenza di altri progetti del DCEU. Confrontando il DCU con il MCU, Gunn ha detto che il primo era ambientato in un «universo immaginario» con una storia e luoghi alternativi come Metropolis, Gotham City, Themyscira e Atlantis, mentre il MCU è ambientato in una versione del mondo reale. Aggiunse che il DCU sarebbe stato più pianificato fin dall'inizio rispetto al MCU a causa del gruppo di sceneggiatori che lavorano sulla macrotrama del DCU; il DCU avrebbe fatto attenzione al concetto dell'identità segreta. Nella stessa dichiarazione, Gunn ha detto che un'ulteriore distinzione rispetto al MCU è che i progetti annunciati del DCU si basano su specifiche serie a fumetti e archi narrativi, rispetto all'approccio del MCU di prendere elementi diversi dalla storia editoriale di Marvel Comics. Il giorno seguente all'annuncio dei progetti, diversi di questi fumetti sono apparsi nelle liste dei prodotti più venduti ed alcuni di essi sono andati esauriti.
Quando Gunn e Safran hanno presentato la loro lista di progetti del DCU, hanno detto che una seconda stagione di Peacemaker è stata rimandata mentre Gunn era occupato nella sceneggiatura di Superman. Nel febbraio 2023, Gunn ha confermato che Peacemaker non è stata cancellata, chiarendo ad ottobre che la seconda stagione sarebbe stata inserita nella continuity del DCU. Gunn ha inoltre dichiarato a dicembre che la stagione sarebbe stata parte della lista del Chapter One. Le serie televisive del DCU erano state inizialmente annunciate come destinate al servizio di streaming Max, ma nel giugno 2024, WBD ha spostato molte delle sue serie Max ad alto budget basate sulle loro proprietà intellettuali in originali HBO a partire dal 2025, comprese le serie del DCU in uscita.

## Film
| Film                                    | Data di uscita             | Regia                      | Sceneggiatura                 | Produzione                                          | Stato                      |
| Capitolo Uno: Dei e Mostri              | Capitolo Uno: Dei e Mostri | Capitolo Uno: Dei e Mostri | Capitolo Uno: Dei e Mostri    | Capitolo Uno: Dei e Mostri                          | Capitolo Uno: Dei e Mostri |
| --------------------------------------- | -------------------------- | -------------------------- | ----------------------------- | --------------------------------------------------- | -------------------------- |
| Superman                                | 11 luglio 2025             | James Gunn                 | James Gunn                    | James Gunn e Peter Safran                           | Distribuito                |
| Supergirl                               | 26 giugno 2026             | Craig Gillespie            | Ana Nogueira                  | James Gunn e Peter Safran                           | Post-produzione            |
| Clayface                                | 11 settembre 2026          | James Watkins              | Mike Flanagan e Hossein Amini | James Gunn, Peter Safran, Matt Reeves e Lynn Harris | Pre-produzione             |
| The Authority                           | TBA                        | TBA                        | TBA                           | TBA                                                 | In sviluppo                |
| The Brave and the Bold                  | TBA                        | Andy Muschietti            | TBA                           | James Gunn, Peter Safran e Barbara Muschietti       | In sviluppo                |
| Swamp Thing                             | TBA                        | James Mangold              | James Mangold                 | TBA                                                 | In sviluppo                |
| Film senza titolo su Wonder Woman       | TBA                        | TBA                        | Ana Nogueira                  | TBA                                                 | In sviluppo                |
| Altri film                              |                            |                            |                               |                                                     |                            |
| Film senza titolo sui Giovani Titani    | TBA                        | TBA                        | Ana Nogueira                  | TBA                                                 | In sviluppo                |
| Film senza titolo su Bane e Deathstroke | TBA                        | TBA                        | Matthew Orton                 | TBA                                                 | In sviluppo                |
| Sgt. Rock                               | TBA                        | TBA                        | Justin Kuritzkes              | TBA                                                 | In sviluppo                |
| Continuo senza titolo di Superman       | TBA                        | James Gunn                 | James Gunn                    | TBA                                                 | In sviluppo                |

### Capitolo Uno: Dei e Mostri

#### Superman(2025)
Sebbene non sia una storia di origini, il film è incentrato su una giovane versione di Superman che da giornalista interagisce con personaggi chiave come Lois Lane, mentre intraprende un viaggio per riconciliare la sua eredità kryptoniana con la sua famiglia umana a Smallville, Kansas. Safran ha descritto Superman nel film come «l'incarnazione della verità, della giustizia e dello stile di vita americano; è la gentilezza in un mondo che considera la gentilezza antiquata».
James Gunn stava già scrivendo un nuovo film DC entro la metà di novembre 2022, e ha rivelato che sarebbe stato un film su Superman il mese successivo. Ha detto che il film non avrebbe avuto come protagonista Henry Cavill in quanto si sarebbe concentrato su un Superman più giovane. Quando Gunn e Peter Safran nel gennaio 2023 hanno presentato la loro lista iniziale del DCU, il film era intitolato Superman: Legacy, con una data di uscita fissata per l'11 luglio 2025. Gunn ha detto che il film avrebbe tratto ispirazione dal fumetto All Star Superman (2005–2008) di Grant Morrison e Frank Quitely, oltre che da altri fumetti. A marzo Gunn ha confermato che avrebbe diretto il film e che Safran ne era alla produzione. David Corenswet e Rachel Brosnahan sono stati scelti come Superman e Lois Lane a giugno. Il titolo è stato abbreviato semplicemente in Superman alla fine di febbraio 2024, quando sono iniziate le riprese ai Trilith Studios di Atlanta (Georgia). Le riprese sono terminate il 30 luglio. Gunn e Safran considerano il film come il vero inizio del DCU.
Frank Grillo riprende il suo ruolo di Rick Flag Sr. dalla serie animata Creature Commandos (2024). Inoltri, i membri dell'Authority vengono introdotti in Superman prima del film che li vede protagonisti, insieme all'introduzione di altri supereroi tra cui Nathan Fillion come Guy Gardner, una delle Lanterne Verdi, Fillion aveva precedentemente interpretato Cory Pitzner / T.D.K. (The Detachable Kid) in The Suicide Squad.

#### Supergirl(2026)
Descritto da Gunn come «un grande film epico di fantascienza» e una «bellissima storia stellare», il film mette a confronto il personaggio disilluso di Kara Zor-El / Supergirl, cresciuta su un pezzo del distrutto pianeta Krypton e che ha visto morire tutti quelli intorno a lei, con il cugino Superman che è stato cresciuto sulla Terra da genitori amorevoli.
Quando nel gennaio 2023 Gunn e Safran hanno presentato la loro lista iniziale del DCU, hanno incluso un adattamento cinematografico della serie a fumetti Supergirl: La donna del domani (2021-22) di Tom King e Bilquis Evely. A novembre 2023, Ana Nogueira è stata assunta per scrivere la sceneggiatura, mentre Milly Alcock è stata scelta per il ruolo di Supergirl il 29 gennaio 2024 per debuttare in Superman (2025). Craig Gillespie è entrato in trattative per dirigere il film nell'aprile 2024, ed è stato confermato come regista il mese successivo quando al film è stata assegnata una data di uscita il 26 giugno 2026. Le riprese si sono svolte tra metà gennaio e maggio 2025 a Londra e in Islanda. A giugno 2025 è stato abbandonato il sottotitolo Woman of Tomorrow in favore di un semplice Supergirl.
Jason Momoa interpreterà Lobo nel film, dopo aver precedentemente interpretato Aquaman nel DCEU.

#### Clayface(2026)
Una storia hollywoodiana di body horror su un attore di film di serie B che usa una sostanza per rimanere importante ma diventa fatto interamente di argilla.
Il 29 marzo 2023, il regista Mike Flanagan e il suo socio della Intrepid Pictures Trevor Macy incontrarono Gunn e Safran per un film incentrato sul personaggio di Clayface, in cui non sarebbe stato il cattivo che di solito viene rappresentato nei fumetti. Se il film fosse andato avanti, all'epoca non era chiaro se avrebbe fatto parte del DCU o sarebbe stato un film Elseworlds; inizialmente si prevedeva che anche The Batman - Parte due di Matt Reeves avrebbe dovuto presentare il personaggio. Nel dicembre 2024, i DC Studios diedero il via libera al film all'interno del DCU con una sceneggiatura scritta da Flanagan. Reeves fu confermato come produttore insieme a Lynn Harris della sua società 6th & Idaho Productions. Le riprese avrebbero dovuto iniziare all'inizio del 2025 e lo studio era alla ricerca di un regista mentre Flanagan era impegnato con il suo film della saga L'esorcista e la serie televisiva Carrie. Safran ha paragonato il tono del film alla pellicola La mosca (1986). Nel febbraio 2025 è stato annunciato come regista della pellicola James Watkins, mentre nel maggio 2025 è stato annunciato che Hossein Amini stava riscrivendo la sceneggiatura. Tom Rhys Harries viene scelto il 17 giugno per interpretare il ruolo all'interno del franchise. Le riprese del film dovrebbero cominciare nell'ottobre 2025 a Londra; la data d'uscita è prevista per l'11 settembre 2026.

#### The Authority
Gunn ha descritto l'Authority come una squadra che pensa che «il mondo sia completamente a pezzi. E l'unico modo per aggiustarlo è prendere in mano la situazione, sia che ciò significhi uccidere persone, distruggere capi di stato, cambiare governi, sai, qualunque cosa vogliono fare per rendere il mondo migliore». Safran ha paragonato il team moralmente complesso al personaggio di Jack Nicholson in Codice d'onore (1992).
Quando nel gennaio 2023 Gunn e Safran hanno presentato la loro lista iniziale del DCU, hanno incluso un film basato sul team di supereroi Authority, creato da Warren Ellis e Bryan Hitch per l'editore indipendente di fumetti WildStorm. L'editore venne acquisito da DC Comics e i suoi personaggi, Authority inclusa, sono stati introdotti nella continuity dei fumetti DC nel 2011. Allo stesso modo, Gunn e Safran intendevano includere i personaggi di WildStorm nella propria continuity del DC Universe, a partire da Authority. Gunn ha detto che il film era un suo progetto appassionato e che aveva lavorato a una sua bozza con gli altri sceneggiatori dei DC Studios.
Gunn ha detto che il film avrebbe avuto collegamenti con Superman.

#### The Brave and the Bold
Il film esplora i membri della "Bat-Family", presentando anche Damian Wayne, figlio di Batman, nella veste di Robin. Gunn ha dichiarato che il film sarebbe stata una «strana storia di padre e figlio» riguardante Batman e Robin.
Dopo l'ingaggio di Gunn e Safran, Zaslav ha dichiarato riguardo al loro nuovo piano per il DCU: «Non ci saranno quattro Batman». Quando un mese dopo Gunn e Safran hanno presentato la loro lista iniziale del DCU, hanno incluso The Brave and the Bold, che introduce Batman nel DCU. Gunn ha dichiarato che il film si basa sulla serie di fumetti del 2006–2013 di Grant Morrison. Fu confermato che Ben Affleck non avrebbe ripreso il suo ruolo di Batman del DCEU, mentre la versione di Matt Reeves del personaggio avrebbe proseguito separatamente dalla sua versione del DCU sotto l'etichetta DC Elseworlds. Nel giugno 2023, il regista di The Flash Andy Muschietti fu assunto per dirigere il film, con Barbara Muschietti come co-produttrice assieme a Gunn e Safran.

#### Swamp Thing
Un film dell'orrore gotico che esplora le «origini oscure» di Swamp Thing.
Nel dicembre 2022, alcuni giornali riportarono che James Mangold era interessato a lavorare con Gunn e Safran su un progetto DCU. Quando i due svelarono i primi progetti del DCU nel gennaio 2023, inclusero un nuovo film su Swamp Thing. Gunn ha detto che avrebbe preso specificamente ispirazione dal fumetto The Saga of the Swamp Thing di Alan Moore del 1984–85. Dopo l'annuncio, Mangold ha pubblicato una foto di Swamp Thing sui social media. Venne confermato che era in trattative per scrivere e dirigere il film il giorno successivo, ma che non avrebbe potuto iniziare a lavorarci fino a quando non avesse completato Indiana Jones e il quadrante del destino (2023) e il film biografico A Complete Unknown su Bob Dylan. Il coinvolgimento di Mangold nella pellicola è stato confermato ad aprile, quando ha iniziato a scrivere la sceneggiatura del film. Allora era impegnato nei lavori su un film di Guerre stellari, e non era sicuro di quale dei due progetti sarebbe andato avanti per primo. Gunn ha descritto Swamp Thing come un progetto passionato di Mangold.
Nonostante il tono sia più cupo rispetto agli altri progetti del DCU, Gunn e Safran intendono rendere Swamp Thing interconnesso al resto del DCU.

#### Film senza titolo su Wonder Woman
Il 10 giugno 2025, Gunn ha rivelato che è nelle prime fasi di scrittura un film su Wonder Woman, separato dalla serie televisiva Paradise Lost. Lo sviluppo del film è stato accelerato il mese successivo a seguito del successo di Superman. Il mese successivo viene rivelato che Ana Nogueira stava scrivendo la sceneggiatura.

### Altri film

#### Film senza titolo sui Giovani Titani
Il 15 marzo 2024, è stato rivelato che un film incentrato sul gruppo dei Giovani Titani era in fase di sviluppo, con Ana Nogueira che scriveva la sceneggiatura. Gunn e Safran hanno confermato che Nogueira aveva scritto una bozza a febbraio 2025 e che il film era nelle "fasi iniziali" della produzione, tuttavia lo sviluppo è stato successivamente posticipato a causa degli impegni della sceneggiatrice con il film di Wonder Woman.

#### Film senza titolo su Bane e Deathstroke
Il 27 settembre 2024, è stato rivelato che era in fase di sviluppo un film incentrato sui cattivi Bane e Deathstroke, con Matthew Orton che scriveva la sceneggiatura. Le riprese dovrebbero svolgersi presso i Warner Bros. Studios di Leavesden, in Inghilterra, nel 2025.

#### Sgt. Rock
Il film segue Sgt. Rock che collabora con una combattente della resistenza francese per localizzare la Lancia del Destino prima che lo facciano i nazisti. Safran lo ha descritto come una storia della seconda guerra mondiale che esplora l'eroismo e il conflitto.
Entro la fine di novembre 2024, Justin Kuritzkes aveva scritto la sceneggiatura per un film con il personaggio di Sgt. Rock. Luca Guadagnino e Daniel Craig erano rispettivamente in trattative per dirigere il film e interpretare il ruolo del protagonista, dopo aver lavorato insieme a Kuritzkes nel film Queer (2024). Sebbene ci fosse la possibilità che il progetto fallisse se gli accordi con Guadagnino e Craig non fossero andati a buon fine, si diceva che i DC Studios fossero "ottimisti" sulla sceneggiatura di Kuritzkes e si prevedeva che sarebbe stato il prossimo film di Guadagnino prima del suo adattamento del romanzo American Psycho. Le riprese dovevano iniziare verso la fine del 2025, ma a causa di problemi con la scelta delle location lo sviluppo del film è stato rimandato, con la possibilità di cominciare a girare a metà 2026. Gunn ha dichiarato a giugno che il film è stato temporaneamente messo in pausa poiché «non era esattamente dove volevo che fosse creativamente» e sentiva che doveva cambiare, pur confermando che rimaneva ancora in fase di sviluppo. Il mese successivo sono stati confermati da Gunn i lavori sulla sceneggiatura; successivamente è stato rivelato che Guadagnino ha abbandonato il progetto.

#### Continuo senza titolo diSuperman
Nel giugno 2025, Gunn ha dichiarato di aver iniziato a scrivere un nuovo film di Superman che non sarebbe stato un sequel diretto ma avrebbe presentato Superman in un ruolo importante. Corenswet in un intervista a Vanity Fair ha detto che lui e Brosnahan avevano firmato per un possibile sequel di Superman. Il 7 agosto Zaslav ha confermato che Gunn avrebbe scritto e diretto il prossimo film della "Super-Family", con Gunn che ha confermato di aver scritto una bozza del trattamento, lo ha descritto come la prossima storia della "Superman Saga" e spera di iniziare presto la produzione.

## Serie televisive
| Serie                             | Stagione                   | Episodi                    | Pubblicazione originale    | Pubblicazione originale    | Pubblicazione originale    | Showrunner                     | Stato                      |
| Serie                             | Stagione                   | Episodi                    | Prima pubblicazione        | Ultima pubblicazione       | Rete                       | Showrunner                     | Stato                      |
| Capitolo Uno: Dei e Mostri        | Capitolo Uno: Dei e Mostri | Capitolo Uno: Dei e Mostri | Capitolo Uno: Dei e Mostri | Capitolo Uno: Dei e Mostri | Capitolo Uno: Dei e Mostri | Capitolo Uno: Dei e Mostri     | Capitolo Uno: Dei e Mostri |
| --------------------------------- | -------------------------- | -------------------------- | -------------------------- | -------------------------- | -------------------------- | ------------------------------ | -------------------------- |
| Creature Commandos                | 1                          | 7                          | 5 dicembre 2024            | 9 gennaio 2025             | HBO Max                    | Dean Lorey                     | Distribuita                |
| Peacemaker                        | 2                          | 8                          | 21 agosto 2025             | 9 ottobre 2025             | HBO Max                    | James Gunn                     | Completato                 |
| Lanterns                          | 1                          | 8                          | Inizio 2026                | TBA                        | HBO                        | Chris Mundy                    | Post-produzione            |
| Booster Gold                      | 1                          | TBA                        | TBA                        | TBA                        | HBO Max                    | David Jenkins                  | Ordinato pilota            |
| Waller                            | 1                          | TBA                        | TBA                        | TBA                        | HBO Max                    | Christal Henry & Jeremy Carver | In sviluppo                |
| Paradise Lost                     | 1                          | TBA                        | TBA                        | TBA                        | HBO Max                    | TBA                            | In sviluppo                |
| Altre serie                       |                            |                            |                            |                            |                            |                                |                            |
| Serie senza titolo su Blue Beetle | 1                          | TBA                        | TBA                        | TBA                        | TBA                        | Miguel Puga                    | In sviluppo                |
| Creature Commandos                | 2                          | TBA                        | TBA                        | TBA                        | HBO Max                    | Dean Lorey                     | In produzione              |
| Mister Miracle                    | 1                          | TBA                        | TBA                        | TBA                        | TBA                        | Tom King                       | In sviluppo                |

### Capitolo Uno: Dei e Mostri

#### Creature Commandos(2024-in corso)
In seguito agli eventi della prima stagione di Peacemaker, Amanda Waller non è più in grado di mettere a repentaglio vite umane per le sue operazioni clandestine come ha fatto con la Suicide Squad e il Team Peacemaker. Invece, lei assembla una squadra di black ops di mostri composta da Nina Mazursky, Dottor Phosphorus, Eric Frankenstein, la Moglie, G.I. Robot e Weasel, guidata da Rick Flag Sr.
Nel gennaio 2023, Gunn ha rivelato di trovarsi nel mezzo della scrittura di una nuova serie televisiva del DCU. Quando alla fine di quel mese Gunn e Safran hanno presentato la loro lista iniziale del DCU, il primo progetto mostrato fu Creature Commandos, una serie animata per HBO Max basata sulla squadra omonima. Allora, Gunn aveva già scritto i sette episodi che compongono la serie ed era iniziata la produzione. Warner Bros. Animation coproduce la serie. Il cast principale è stato confermato ad aprile, con Frank Grillo nei panni di Rick Flag Sr. e Indira Varma che interpreta la Moglie, la protagonista della serie. A maggio 2023 era iniziato il doppiaggio della serie. La serie è stata distribuita nel dicembre 2024, come un «aperitivo» per il DCU prima dell'uscita di Superman. La serie è stata successivamente rinnovata per una seconda stagione nel dicembre 2024.
Waller, Weasel e il figlio di Flag, Rick Flag Jr., erano già apparsi in The Suicide Squad. Sean Gunn riprende il suo ruolo di Weasel dal film, mentre Viola Davis e Steve Agee riprendono i rispettivi ruoli di Waller e John Economos dalla pellicola e da Peacemaker.

#### Peacemakerstagione 2 (2025)
La stagione è ambientata dopo gli eventi di Superman.
HBO Max ha annunciato una seconda stagione di Peacemaker nel febbraio 2022, con Gunn previsto per sceneggiare e dirigere tutti gli otto episodi. Nel febbraio 2023, Gunn ha detto che i lavori sulla stagione sarebbero proseguiti al termine della realizzazione di Waller, dicendo in seguito che la stagione era il suo progetto successivo dopo Superman. Entro quell'ottobre, Gunn stava scrivendo la stagione, confermando che sarebbe stata inserita nella continuity del DCU. Nel marzo 2024, Gunn ha rivelato che Waller era stata rimandata e che sarebbe stata prodotta prima la seconda stagione di Peacemaker. Le riprese sarebbero dovute iniziare più tardi nel 2024, contemporaneamente a Superman. Ciò significava che Gunn non sarebbe più stato in grado di dirigere tutti gli episodi. Le riprese sono iniziate il 13 aprile con delle "pre-riprese", prima della lavorazione che si è svolta tra giugno e novembre 2024. La distribuzione della serie è prevista ad agosto 2025.
Frank Grillo riprende il ruolo di Rick Flag Sr. dai precedenti media del DCU.

#### Lanterns(2026)
Hal Jordan e John Stewart, due Lanterne Verdi (eroi intergalattici che indossano anelli che gli conferiscono straordinari poteri), indagano su un mistero sulla Terra.
Nel dicembre 2022, Gunn ha confermato che le Lanterne Verdi avrebbero giocato un ruolo importante nel nuovo DCU. Quando un mese dopo lui e Safran hanno presentato la loro lista iniziale del DCU, hanno incluso Lanterns, una nuova iterazione di una serie su Lanterna Verde da tempo in fase di sviluppo. Safran parlò di come la serie sarebbe stata un poliziesco e «un enorme evento di qualità HBO» nello stile della serie True Detective (2014-in corso). Chris Mundy, Tom King e Damon Lindelof avevano scritto la sceneggiatura del pilota e della trama principale per la serie Lanterns entro la fine di maggio 2024. Le riprese si sono svolte a Los Angeles da metà febbraio a inizio luglio 2025.
Safran ha detto che il mistero su cui Jordan e Stewart indagano nella serie conduce alla macrotrama del DCU. Costituita da otto episodi, Mundy è lo showrunner della serie, che sarà distribuita su HBO.

#### Booster Gold
Mike Carter / Booster Gold è una sfortunata ex-star di football del venticinquesimo secolo che ha viaggiato indietro nel tempo per interpretare il ruolo di supereroe utilizzando la tecnologia base del futuro.
Quando nel gennaio 2023 Gunn e Safran hanno presentato la loro lista iniziale del DCU, hanno incluso Booster Gold, una «vera e propria commedia» ambientata nel DCU. Uno showrunner aveva espresso interesse ad accettare il progetto, ma alla fine lo aveva abbandonato nel febbraio 2025. A luglio 2025 è stato ordinato a Devid Jenkins di scrivere il pilota e lavorare come showrunner per la serie. Jenkins ha dovuto sostituire Danny McBride.

#### Waller
Waller continua la storia di Amanda Waller e del "Team Peacemaker".
Nel maggio 2022, venne rivelato che uno spin-off di Peacemaker con protagonista Amanda Waller era in fase di sviluppo, con Christal Henry come sceneggiatrice e produttrice esecutiva insieme a Gunn e Safran. Quando nel gennaio 2023 Gunn e Safran hanno presentato la loro lista iniziale del DCU, svelarono come secondo prodotto Waller, descritto da Gunn come una continuazione di Peacemaker poiché la seconda stagione di quella serie venne posticipata visti gli impegni di Gunn con il DCU. Henry fu scelta come co-showrunner di Waller insieme a Jeremy Carver, mentre Viola Davis riprende il suo ruolo di Waller da Peacemaker e dal DCEU. La distribuzione della serie era prevista per il 2024, come un «aperitivo» per il DCU prima dell'uscita di Superman, ma la produzione è stata ritardata dalle controversie sindacali di Hollywood del 2023 e ora la sua distribuzione è prevista dopo la seconda stagione di Peacemaker.
Altri membri del cast di Peacemaker riprendono i loro ruoli nella serie, tra cui Steve Agee come John Economos.

#### Paradise Lost
Un dramma politico riguardante intrighi e lotte di potere su Themyscira, l'isola abita da sole donne, prima della nascita di Wonder Woman.
Nel dicembre del 2022, è stato rivelato che Patty Jenkins non stava più sviluppando un sequel di Wonder Woman 1984 (2020), dopo essere stata informata da Gunn e Safran che un tale film non si adattava ai loro nuovi piani. Quando un mese dopo Gunn e Safran hanno presentato la loro lista iniziale del DCU, hanno incluso Paradise Lost, paragonandolo a Il Trono di Spade. Il titolo è simile a Paradise Island Lost, un arco narrativo di fumetti di Phil Jimenez e George Pérez riguardante una guerra civile su Themyscira.

### Altre serie

#### Serie senza titolo su Blue Beetle
Il 14 giugno 2024, è stato rivelato che una serie animata incentrata su Jaime Reyes / Blue Beetle era in sviluppo con Warner Bros. Animation per il DCU. Ci si aspettava che si sarebbe basata sul film del DCEU Blue Beetle (2023), pur raccontando la propria storia e con la possibilità di portare la star di quel film Xolo Maridueña a recitare in un film del DCU in caso di successo. Miguel Puga stava lavorando alla serie dall'inizio del 2024 e avrebbe dovuto esserne lo showrunner e il regista. Cristian Martinez è stato scelto come sceneggiatore, con il regista del film Ángel Manuel Soto, lo sceneggiatore Gareth Dunnet-Alcocer e il produttore John Rickard tutti come produttori esecutivi. Si diceva che i contratti con il cast principale fossero «in continuo mutamento», ma i DC Studios avevano ricevuto risposte positive quando avevano chiesto al cast del film di tornare per riprendere i loro ruoli. Maridueña ha confermato a luglio che riprenderà il ruolo di Blue Beetle nella serie. A febbraio 2025 Maridueña ha annunciato che la serie dovrebbe uscire nel 2026.

#### Mister Miracle
Il 12 giugno 2025 è stata annunciata una serie animata per adulti basata sul personaggio di Mister Miracle sui volumi scritti da Tom King in fase di sviluppo con Warner Bros. Animation, King sarà anche lo showrunner e produttore esecutivo della serie.

#### Altro
L'11 giugno 2025 è stato rivelato che Gunn ha preso in considerazione di realizzare due serie televisive spin-off rispettivamente con protagonisti i personaggi di Superman Mister Terrific e Jimmy Olsen. Il giornalista Jeff Sneider ha riferito che Skyler Gisondo dovrebbe riprendere il ruolo di Olsen in una serie per HBO Max che introdurrà Gorilla Grodd nel DCU.

## Cortometraggi

### Krypto Saves the Day!
Una serie di quattro cortometraggi animati incentrati sul personaggio di Krypto è stata annunciata nel febbraio 2025. Il primo cortometraggio ha debuttato nell'agosto 2025 per celebrare l'uscita di Superman in digitale, mentre i restanti tre cortometraggi dovrebbero uscire individualmente nel corso del 2026.

## Videogiochi
Dopo aver annunciato i primi progetti costituenti del DCU, Gunn confermò di avere dei piani per includere nuovi videogiochi nella macrotrama del DCU, affermando che tali videogiochi sarebbero stati utilizzati per raccontare nuove storie ambientato nel vuoto temporale tra un prodotto live-action e l'altro. I videogiochi in sviluppo sono pensati per far sì che il pubblico non giocante possa godere dei prodotti audiovisivi senza perdere alcun elemento della storia generale. Gunn si aspettava che la realizzazione dei giochi richiedesse circa quattro anni. Al gennaio 2024, Warner Bros. Games stava sviluppando dei videogiochi per il DCU.

## Accoglienza

### Incassi
| Film     | Data di uscita | Incassi ($)  | Incassi ($)    | Incassi ($) | Budget ($) | Fonti           |
| Film     | Data di uscita | Nord America | Internazionale | Mondiale    | Budget ($) | Fonti           |
| -------- | -------------- | ------------ | -------------- | ----------- | ---------- | --------------- |
| Superman | 11 luglio 2025 | 341490470    | 254600000      | 596090470   | 225000     | [ 172 ] [ 173 ] |
| Totale   | Totale         | 341490470    | 254600000      | 596090470   | 225000     |                 |

### Critica

#### Film
| Titolo   | Rotten Tomatoes      | Metacritic         |
| -------- | -------------------- | ------------------ |
| Superman | 83% (480 recensioni) | 68 (58 recensioni) |

#### Serie televisive
| Titolo             | Stagione | Rotten Tomatoes     | Metacritic             |
| ------------------ | -------- | ------------------- | ---------------------- |
| Creature Commandos | 1        | 95% (41 recensioni) | 74/100 (12 recensioni) |
| Peacemaker         | 2        | TBA                 | TBA                    |

## DC Elseworlds
Nel gennaio del 2023, annunciando i primi progetti per il DCU, Gunn ha detto che qualsiasi progetto che non si adattasse all'universo condiviso del DCU sarebbe stato etichettato come "DC Elseworlds" in futuro. Questo è lo stesso modo in cui DC Comics usa l'etichetta Elseworlds per contrassegnare i fumetti separati dalla continuità principale. Safran affermò che c'era un alto livello che i progetti non-DCU avrebbero dovuto soddisfare per essere approvati. Più tardi, Gunn confermò che il DC Universe Animated Original Movies sarebbe proseguito con i DC Studios sotto l'etichetta Elseworlds.
I seguenti progetti sono stati confermati come prodotti dell'etichetta "DC Elseworlds":
- la serie animata Teen Titans Go! (2013–presente);[178]
- i film Joker (2019) e Joker: Folie à Deux (2024) diretti da Todd Phillips;[178][179]
- la serie animata Harley Quinn (2019–presente) e la serie animata spin-off Kite Man: Hell Yeah! (2024–presente);[180]
- la serie televisiva Superman & Lois (2021–2024);[46]
- l'universo condiviso di Batman del regista Matt Reeves (chiamato "The Batman Epic Crime Saga" da Reeves e dal suo partner di produzione Dylan Clark):[181]
  - i film The Batman (2022), The Batman - Part II (2027),[179][182] e il terzo film di The Batman in sviluppo;[182]
  - la serie spin-off The Penguin (2024);[178][179]
- un pianificato film su Superman con un protagonista nero e scritto da Ta-Nehisi Coates e prodotto da J. J. Abrams;[178][183]
- un pianificato sequel del film Constantine (2005) diretto da Francis Lawrence e interpretato da Keanu Reeves;[184][185]
- la serie di film d'animazione DC Universe Animated Original Movies;[186]
- il film d'animazione Un piccolo Batman per un grande Bat-Natale (2023) e la futura serie animata spin-off Bat-Family, prevista per il 2025;[187][188]
- un futuro film d'animazione basato sul fumetto The Jurassic League (2022) scritto da Brian Lynch e prodotto da Gunn e Safran;[189][190]
- la serie animata My Adventures with Superman (2023–presente) e la futura serie animata spin-off My Adventures with Green Lantern;[191][192]
- la futura serie animata Starfire;[191]
- la futura serie animata DC Super Powers.[191]